# Eurovision Song CZ 2024
La sesta edizione di Eurovision Song CZ si è tenuta il 4 dicembre 2023 e ha selezionato il rappresentante della Repubblica Ceca all'Eurovision Song Contest 2024 a Malmö.
La vincitrice è stata Aiko con Pedestal.

## Organizzazione
L'emittente ceca Česká televize (ČT) ha confermato la partecipazione della Repubblica Ceca all'Eurovision Song Contest 2024 il 16 ottobre 2023, annunciando inoltre l'organizzazione della 6ª edizione dell'Eurovision Song CZ per selezionare il proprio rappresentante. Nel medesimo giorno, l'emittente ha dato la possibilità agli aspiranti partecipanti di inviare i propri brani entro il 7 novembre dello stesso anno, con la condizione che gli artisti fossero cittadini cechi oppure slovacchi con residenza permanente nella Repubblica Ceca.
L'evento si è tenuto in un'unica serata il 4 dicembre 2023, in cui cinque candidati, divenuti poi sette, si sono sfidati per il titolo di rappresentante nazionale sul palco eurovisivo di Malmö. Per la prima volta dalla nascita del concorso, la selezione è stata trasmessa in diretta sul canale televisivo ČT art.
Il vincitore di Eurovision Song CZ 2024 è stato deciso interamente dal voto del pubblico: per il 30% dal televoto del pubblico ceco, e per il 70% da un voto online internazionale. La finestra di voto è rimasta aperta per una settimana e i risultati sono stati annunciati il successivo 12 dicembre.

## Partecipanti
I sette partecipanti, selezionati dal direttore artistico Cesár Sampson tra le 200 proposte ricevute, sono stati resi noti il 28 novembre 2023, mentre i brani sono stati presentati il successivo 4 dicembre, giorno dello svolgimento dell'evento.
| Artista     | Titolo            | Lingua  | Compositori                                                                                             |
| ----------- | ----------------- | ------- | --- |
| Aiko        | Pedestal          | Inglese | Alena Širmanova, Steven Ansell                                                                          |
| Elly        | The Angel's Share | Inglese | Argyle Singh, Eliška Tunková, Jan Vávra, Rony Janeček                                                   |
| Gianna Lei  | Starlet           | Inglese | Gianna Leilani Rivolová, Morten Bergholt                                                                |
| Lenny       | Good Enough       | Inglese | Lenka Filipová, Marcus Tran, Otakar Petřina                                                             |
| MYDY        | Red Flag Parade   | Inglese | Jakub Svoboda, Maria Broberg, Mikuláš Pejcha, Ondřej Slánský, Paweł "Leon" Krześniak, Žofie Dařbujánová |
| Tom Sean    | Dopamine Overdose | Inglese | Edwin Lindberg, Jan Vávra, Lukas Hallgren, Tomas Sean Pšenička                                          |
| Tomas Robin | Out of My Mind    | Inglese | Martin Zaujec, Tomáš Červinka, Tomáš Lobb                                                               |

## Finale
La finale si è tenuta il 4 dicembre 2023 presso il Roxy Club di Praga ed è stata presentata da Adam Mišík e Cesár Sampson.
Il vincitore della selezione è stato annunciato il 12 dicembre 2023. Aiko ha trionfato grazie al voto internazionale, ottenendo più della metà delle preferenze totali.
| # | Artista     | Titolo            | Voto online | Voto online    | Totale | Posizione |
| # | Artista     | Titolo            | Ceco        | Internazionale | Totale | Posizione |
| - | ----------- | ----------------- | ----------- | -------------- | ------ | --------- |
| 1 | Aiko        | Pedestal          | 723         | 23 175         | 23 898 | 1         |
| 2 | Elly        | The Angel's Share | 7 404       | 5 472          | 12 876 | 2         |
| 3 | Gianna Lei  | Starlet           | 112         | 541            | 653    | 7         |
| 4 | Lenny       | Good Enough       | 1 265       | 1 110          | 2 375  | 5         |
| 5 | MYDY        | Red Flag Parade   | 1 933       | 5 098          | 7 031  | 3         |
| 6 | Tom Sean    | Dopamine Overdose | 999         | 2 501          | 3 500  | 4         |
| 7 | Tomas Robin | Out of My Mind    | 218         | 1 094          | 1 313  | 6         |